# Oxypoda brevicornis
Oxypoda brevicornis är en skalbaggsart som först beskrevs av Stephens 1832.  Oxypoda brevicornis ingår i släktet Oxypoda, och familjen kortvingar. Arten är reproducerande i Sverige.